# Anatomieturm (Jena)

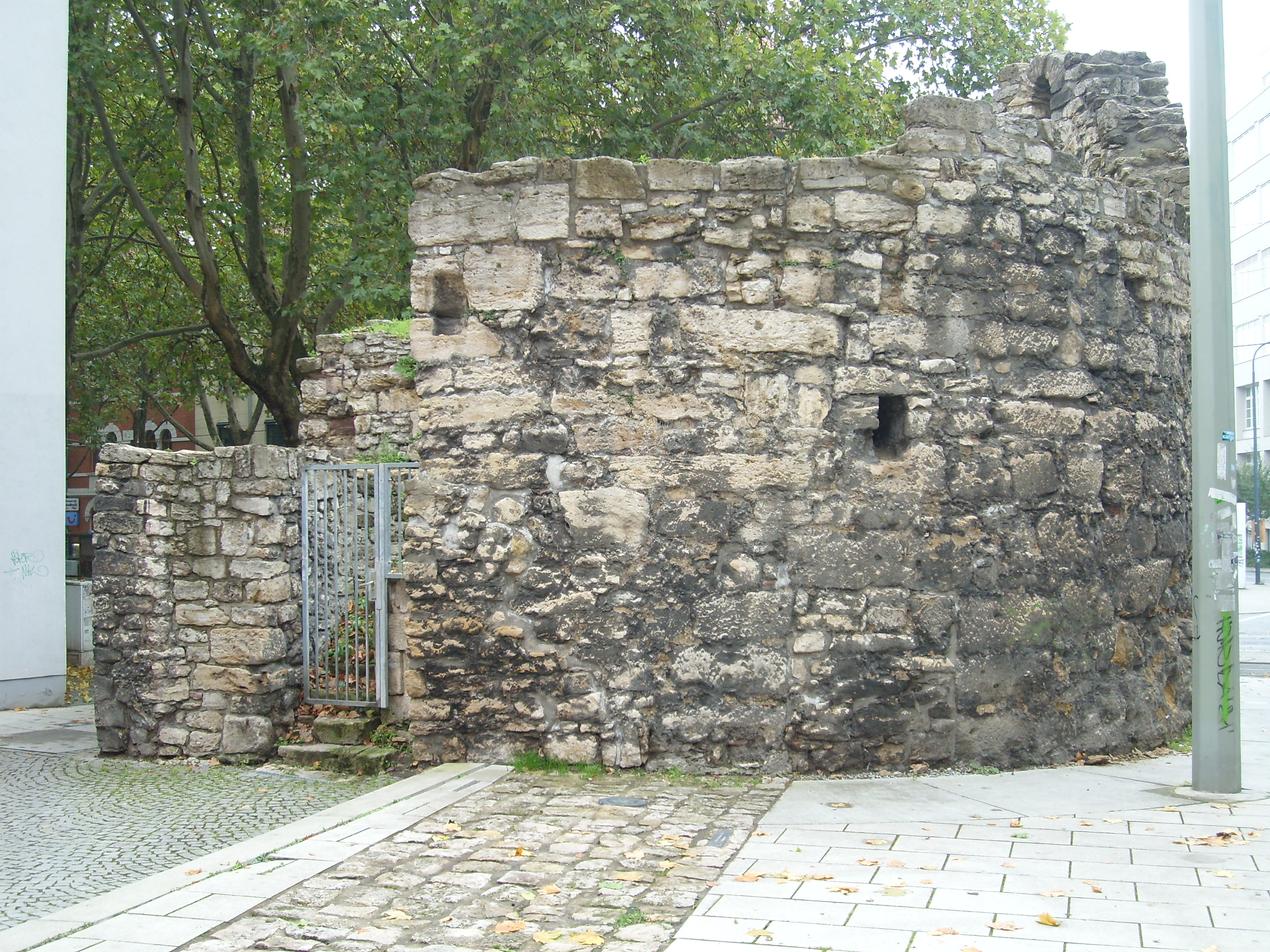
Der Anatomieturm im Oktober 2010

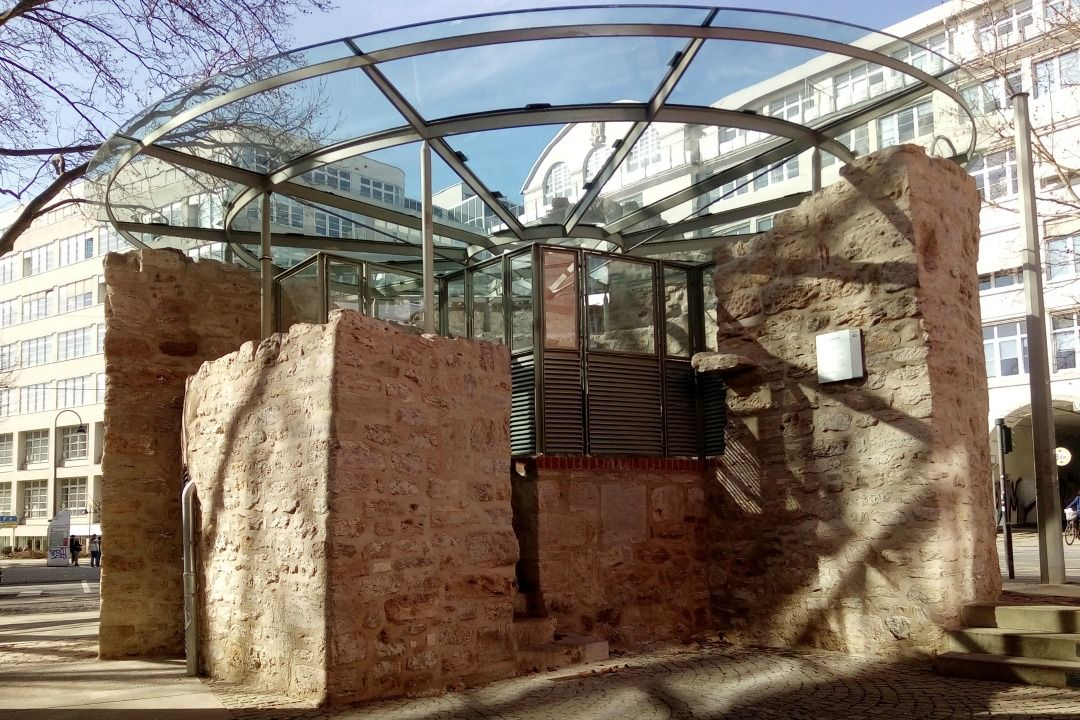
Der Anatomieturm im März 2017

Der Anatomieturm ist ein ruinenhafter Rundturm und Teil der Überreste der Stadtmauer von Jena. Er war der südwestliche Eckpunkt der mittelalterlichen Stadtumgrenzung, befindet sich am Teich- und Leutragraben sowie in unmittelbarer Nähe des Anatomischen Institutes und des Collegium Jenense.
Das erhaltene Teilstück ist der fensterarme Sockel. Darauf aufgebaut war ab 1750 bis ca. 1850 ein anatomisches Theater mit vielen Metern hohen Fenstern. Zur Mitte hin abschüssig, umgaben Holzbankreihen den Leichentisch. Hier fanden zu medizinischen Lehr- und Wissenschaftszwecken präparatorische Demonstrationen statt, vor allem für Medizinstudenten. Der Anatomieturm gewährte also zum einen durch die hohen Fenster eine gute Belichtung des Körperspenders, zum anderen bewahrte er sowohl durch die Lage des anatomischen Theaters in einigen Metern Höhe als auch durch die hörsaalähnliche Abschüssigkeit Diskretion.
Im Anatomieturm forschten Johann Wolfgang Goethe und Justus Christian Loder am Zwischenkieferknochen des menschlichen Embryos und des Elefanten. Der Zwischenkieferknochen war der wissenschaftlichen Welt allerdings schon vorher bekannt, so dass Goethes und Loders Forschungen – entgegen ihrer irrigen Ansicht – keine neue Entdeckung darstellten.

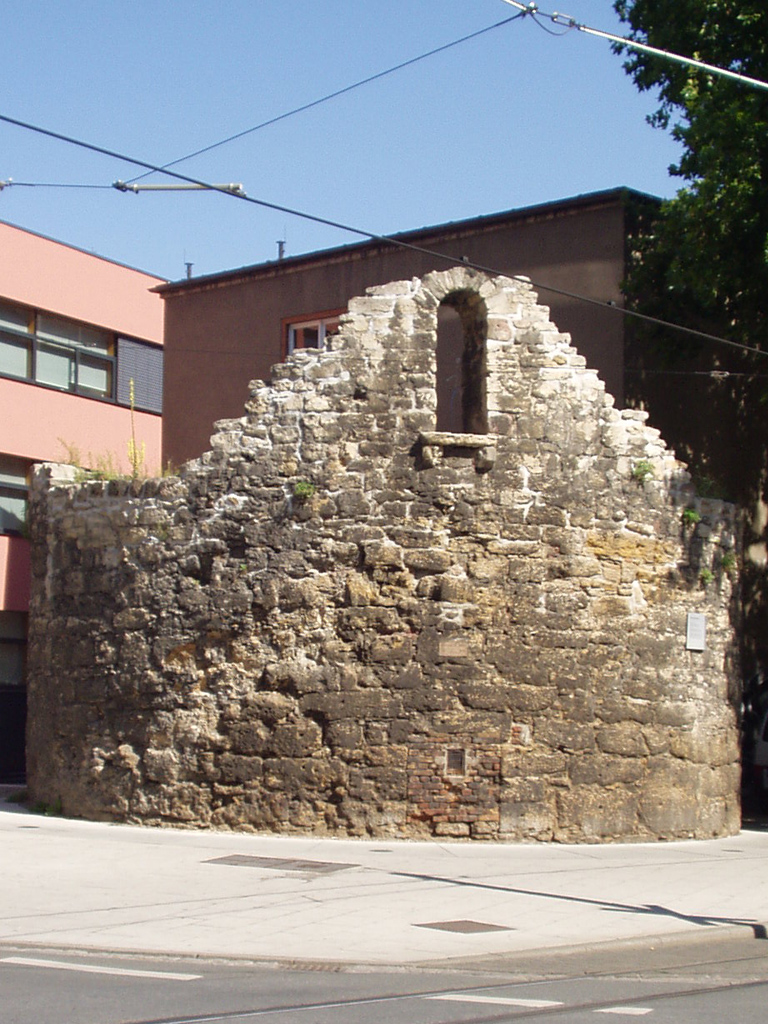
Anatomieturm Jena, 2005
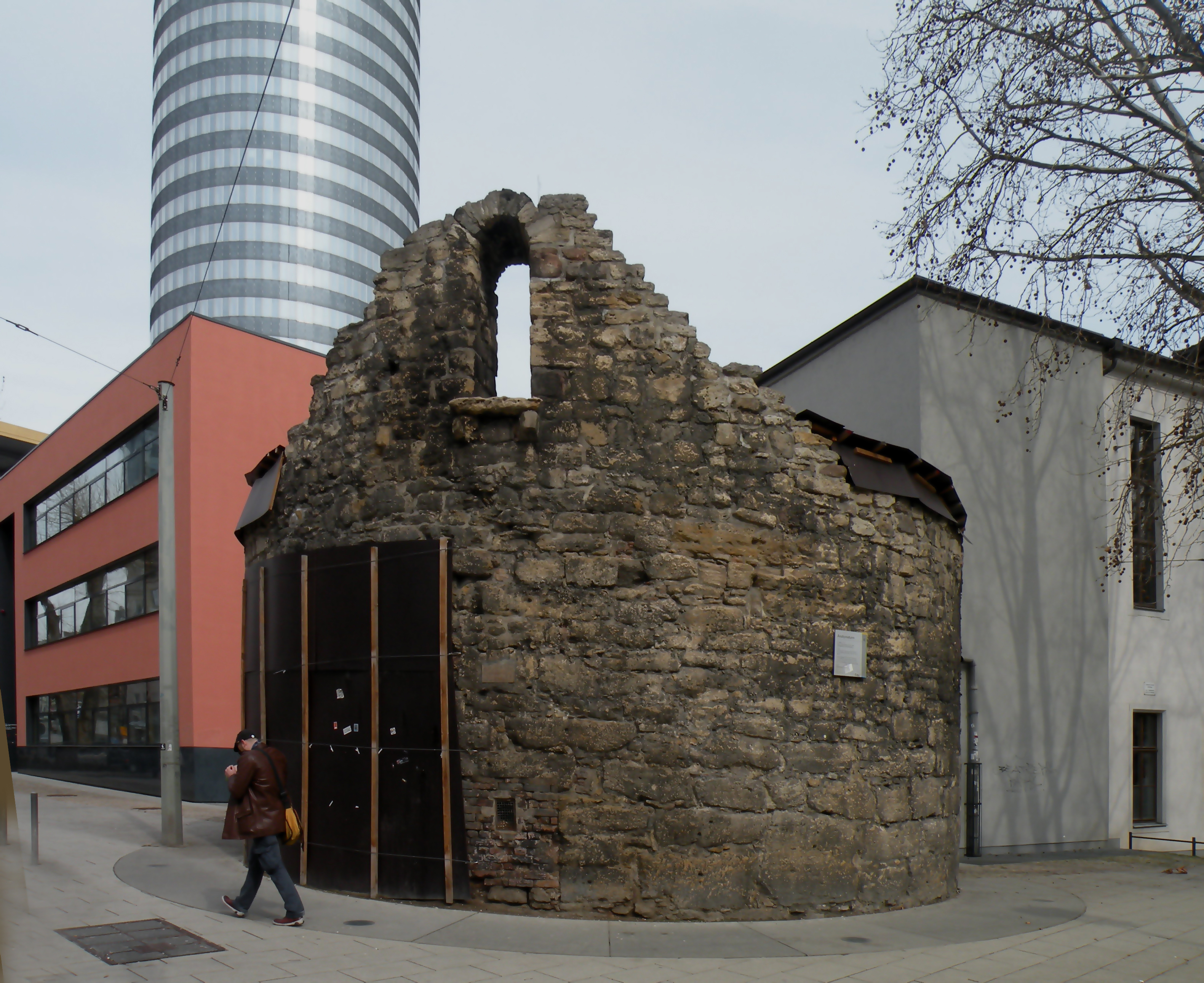
Anatomieturm mit Abdeckung, 2013